# Burberry
Burberry là một hãng thời trang sang trọng của nước Anh, phân phối quần áo thể thao độc đáo sang trọng, phụ kiện thời trang, nước hoa, kính mát, và mỹ phẩm. Họa tiết hình sọc vuông đặc trưng của hãng thời trang này đã trở thành một trong những thương hiệu sao chép rộng rãi nhất.
Thương hiệu Burberry nổi tiếng nhất với những chiếc áo khoác, được thiết kế bởi người sáng lập Thomas Burberry. Công ty đã có thương hiệu cửa hàng và nhượng quyền trên thế giới và cũng bán thông qua nhượng bộ trong các cửa hàng của bên thứ ba. Nữ hoàng Elizabeth II và Hoàng tử xứ Wales đã cấp Sắc phong Hoàng gia, mà đã được duy trì mặc dù đóng cửa nhà máy tại xứ Wales của Burberry. Công ty được niêm yết trên thị trường chứng khoán London và là một thành phần của chỉ số FTSE 100 Index.

## Lịch sử thành lập

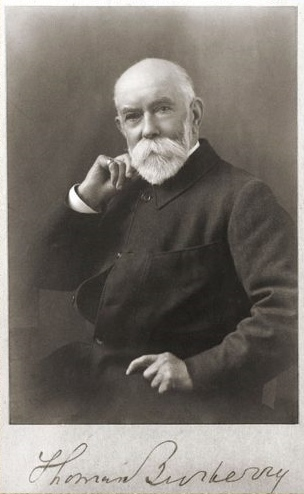
Thomas Burberry

### Những năm đầu tiên
Mọi thứ chỉ bắt đầu xảy ra, khi Thomas Buberry học nghề tại người bán vải nỉ, người tư vấn cho vấn đề về căn bệnh viêm khớp. Thomas đã mở cửa hàng đầu tiên tại Basingstoke của nước Anh vào năm 1856. Ở tuổi 21, những thiết kế của Thomas phục vụ cho các binh sĩ trong khu vực.
Năm 1879, Thomas thiết kế ra loại áo choàng dành cho các sản phẩm của mình được làm từ loại vải cotton dệt chặt nhau, chống thấm, có đặc tính nhẹ, và chịu nhiệt tốt. Ông đặt tên loại áo này là Gabardine, lấy theo mô tả của Shakespeare về chiếc áo choàng của Caliban trong tác phẩm The Tempest.
Năm 1891, Burberry mở một chi nhánh tại số 30 Haymarket, lấy tên là Thomas Burberry & Sons. Mười năm sau đó Burberry đã thiết kế logo đầu tiên và duy nhất của hãng cho tới ngày nay: chàng hiệp sĩ mặc áo giáp cưỡi ngựa, lấy cảm hứng từ chiếc áo giáp trong bộ sưu tập Wallace và thấm đượm tinh thần hiệp sĩ của vương quốc Anh. Bên cạnh ý nghĩa chính trực, logo Burberry trở nên hoàn thiện khi thêm vào đó ngọn cờ "Prorsum" (từ Tiến lên trong tiếng Latin) như một lời cam kết không ngừng của Burberrry.

### Những năm phát triển
Năm 1955, con trai của Thomas là Thomas Newman và Arthur Michael Burberry, đã bán Burberry cho nhà bán lẻ Anh GUS (Great Universal Stores).
Năm 1970, khai trương cửa hàng đầu tiên tại Mỹ ở New York.
Vào tháng 5 năm 2001, Christopher Bailey gia nhập Burberry với vai trò giám đốc sáng tạo. Christopher Bailey là giám đốc sáng tạo từ năm 2014, đồng thời là CEO từ 2014 - tháng 11 năm 2017. Bailey thôi giữ chức giám đốc sáng tạo vào tháng 3 năm 2018 và rời khỏi thương hiệu hoàn toàn vào cuối năm 2018.
Tháng 7 năm 2002, Burberry Group plc có mặt trên thị trường chứng khoán London. Ba năm sau đó, Burberry chính thức tách ra khỏi GUS plc và trở thành công ty độc lập với 50% cổ phiếu nổi trên thị trường.
Vào năm 2008 tổ chức từ thiện Burberry Foundation được thành lập, và tổ chức này giúp đỡ những người trẻ tuổi thực hiện ước mơ của mình thông qua sức sáng tạo.
Năm 2014, Burberry xếp hạng thứ 73 trong danh sách các thương hiệu có giá trị nhất trên thế giới  theo công bố của Best Global Brands.
Vào tháng 3 năm 2018, Burberry đã mời Riccardo Tisci làm giám đốc sáng tạo của thương hiệu.

## Họa tiết Burberry

Họa tiết sọc vuông được thiết kế vào năm 1920, được biết đến là "Burberry check". Ban đầu nó được sử dụng như một lớp lót trong rãnh áo khoác của nhãn hiệu.

Burberry độc quyền tung ra thị trường loạt mẫu hoạt tiết sau:
- Horseferry: Họa tiết cơ bản màu be kèm logo hình "Hiệp sĩ cưỡi ngựa" (logo Burberry).
- Haymarket: Họa tiết cơ bản với một sọc đỏ chủ đạo kèm logo hình "Hiệp sĩ cưỡi ngựa"
- House: Họa tiết cơ bản "Burberry check"
- Nova: Có hình mẫu họa tiết lớn hơn với màu cream thẳng đứng và nằm ngang tông đen kèm theo sọc hồng/đỏ.
- Supernova: Mẫu lớn hơn của Nova.
- Exploded: "Burberry check" có tông màu giống như màu ánh bạc.
- Smoked: "Burberry check" với tông màu tối.
- The Beat: "Họa tiết cơ bản" với tông màu kết hợp đen và trắng.

## Các thương hiệu của Burberry
Cũng giống như các nhãn hiệu khác trong ngành công nghiệp thời trang, Burberry thường bị làm giả hàng nhái với các mẫu họa tiết Nova và Haymarket.

### Sản phẩm quần áo
Burberry chia các dòng sản phẩm ra riêng biệt nhằm đáp ứng nhu cầu của các đối tượng khác nhau. Hiện tại, hãng hoạt động theo 3 thương hiệu:

#### Burberry Prorsum
Burberry Prorsum là bộ sưu tập cao cấp của hãng Burberry. Nó gồm các mẫu thiết kế được trình bày tại Tuần lễ thời trang London. Mỗi phần được sản xuất với số lượng rất nhỏ và được cung cấp ở mức giá rất cao, Prorsum được biết đến như thời trang của công chúng.

#### Burberry London
Burberry London là dòng thời trang cao cấp dành cho nam giới và phụ nữ muốn ăn mặc thanh lịch. Nó là một bộ sưu tập đậm chất "dạo phố".

#### Burberry Brit
Burberry Brit là đại diện cho dòng chính của hãng về các bộ sưu tập của công chúng về nhà, trong đó kết hợp cả 2 sản phẩm phù hợp thời trang và giá cả phải chăng. Được phát triển cho thị trường Tây Ban Nha và Nhật Bản, dòng bây giờ áp dụng đến châu Âu. 2 bộ sưu tập chính được sản xuất mỗi năm vào mùa thu/đông và xuân/hè, chủ yếu là ở Ý.
Ngoài ra còn có Burberry sport.

### Nước hoa
Tất cả sản phẩm của Burberry đều được đăng ký độc quyền với mùi hương giống như gỗ, rượu vang port, mimosa, chanh, vani hay thậm chí màu hổ phách...

## Cửa hàng phân phối
Burberry hoạt động phân phối cửa hàng trong 5 vùng địa lý: Anh, châu Âu, các khu vực Bắc Mỹ, châu Á -Thái Bình Dương và phần còn lại của (các thị trường mới nổi) trên thế giới. Hiện tại có hơn 500 cửa hàng Buberry có mặt trên 50 quốc gia.

## Những lời khen ngợi
Nhà thám hiểm người Na Uy – Roald Amundsen, người chiến thắng trong cuộc chạy đua nổi tiếng đến Nam cực vào năm 1911, đã sử dụng trang phục của Burberry và còn để lại chiếc lều bằng vải Gabardine tại hiện trường như một minh chứng cho sự thành công. Khi trở về, ông đã viết thư bày tỏ sự tin cậy của mình đối với Burberry: "Kính thưa quý ngài, thành thật cảm ơn, những chiếc áo khoác Burberry được dùng rất nhiều trong suốt cuộc hành trình đến Nam Cực và đã chứng tỏ nó là người bạn tốt"
Không lâu sau, Ernest Shackleton đã mặc trang phục của Burberry từ đầu đến chân trong cuộc hành trình băng qua Nam cực và khẳng định chất lượng tuyệt vời của vải Gabadine khi nó đã giúp giữ được mạng sống cho một thành viên trong đoàn bị rơi lại đằng sau và không nơi trú ẩn trong 2 ngày.
Năm 1919, ngài William Alcock và trung úy Arthur Whitten Bronw đã mặc quân trang Burberry khi thực hiện chuyến bay đầu tiên băng qua Đại Tây Dương, và hết sức hài lòng về sản phẩm này như ông đã viết trong thư: "Tôi viết lá thư này để nói với ông rằng tôi đã thỏa mãn như thế nào với những gì Burberry chứng minh khi tôi đã đặt hàng từ ông cho chuyến bay qua Đại Tây Dương. Mặc dù sương mờ liên tục, mưa hay mưa đá, nhưng tôi vẫn được giữ ấm, khô thoáng và thoải mái".
Năm 1955, Nữ hoàng Elizabeth II công nhận Burberry là hãng thời trang may mặc cho bà.
Năm 1989, Thái tử Charles công nhận Burberry là hãng thời trang may mặc cho Ngài.

## Hình ảnh

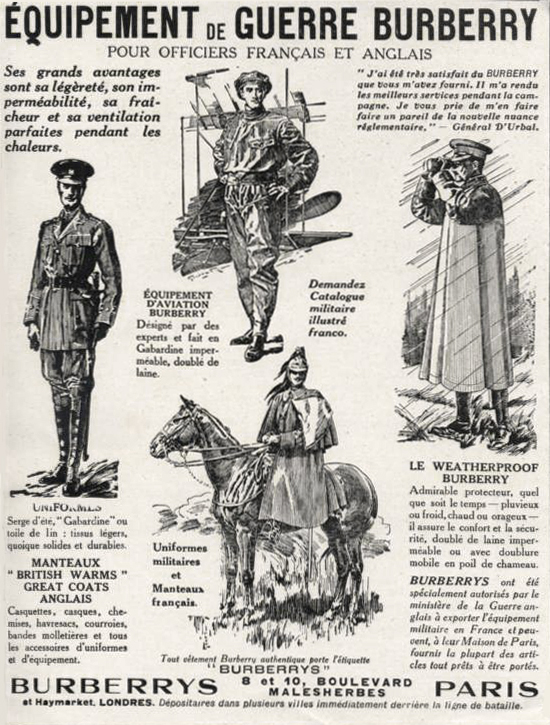
Quảng cáo Burberry bằng tiếng Pháp (1916)
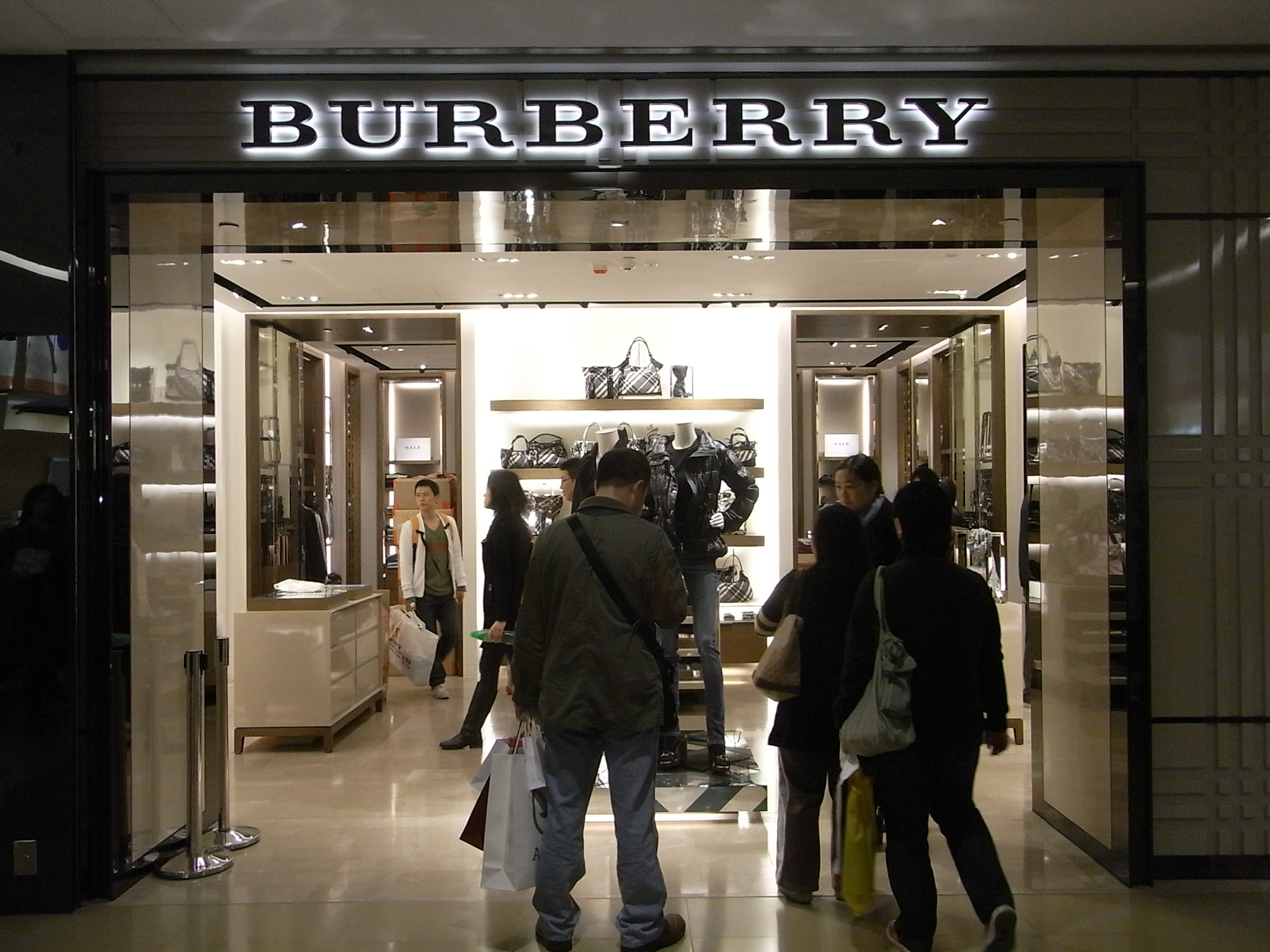
Cửa hàng ở Hồng Kông
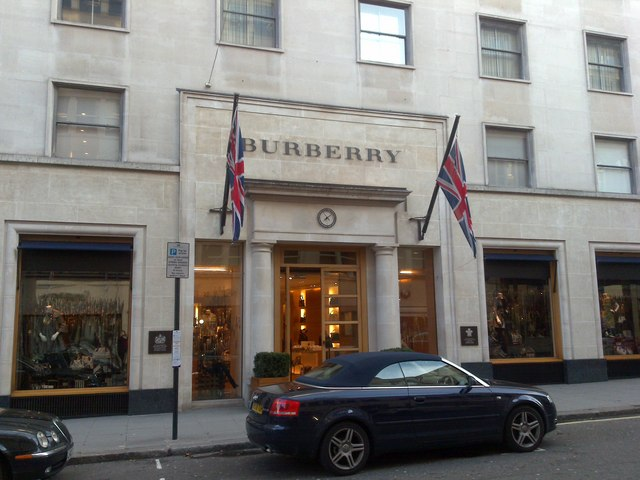
Cửa hàng ở London
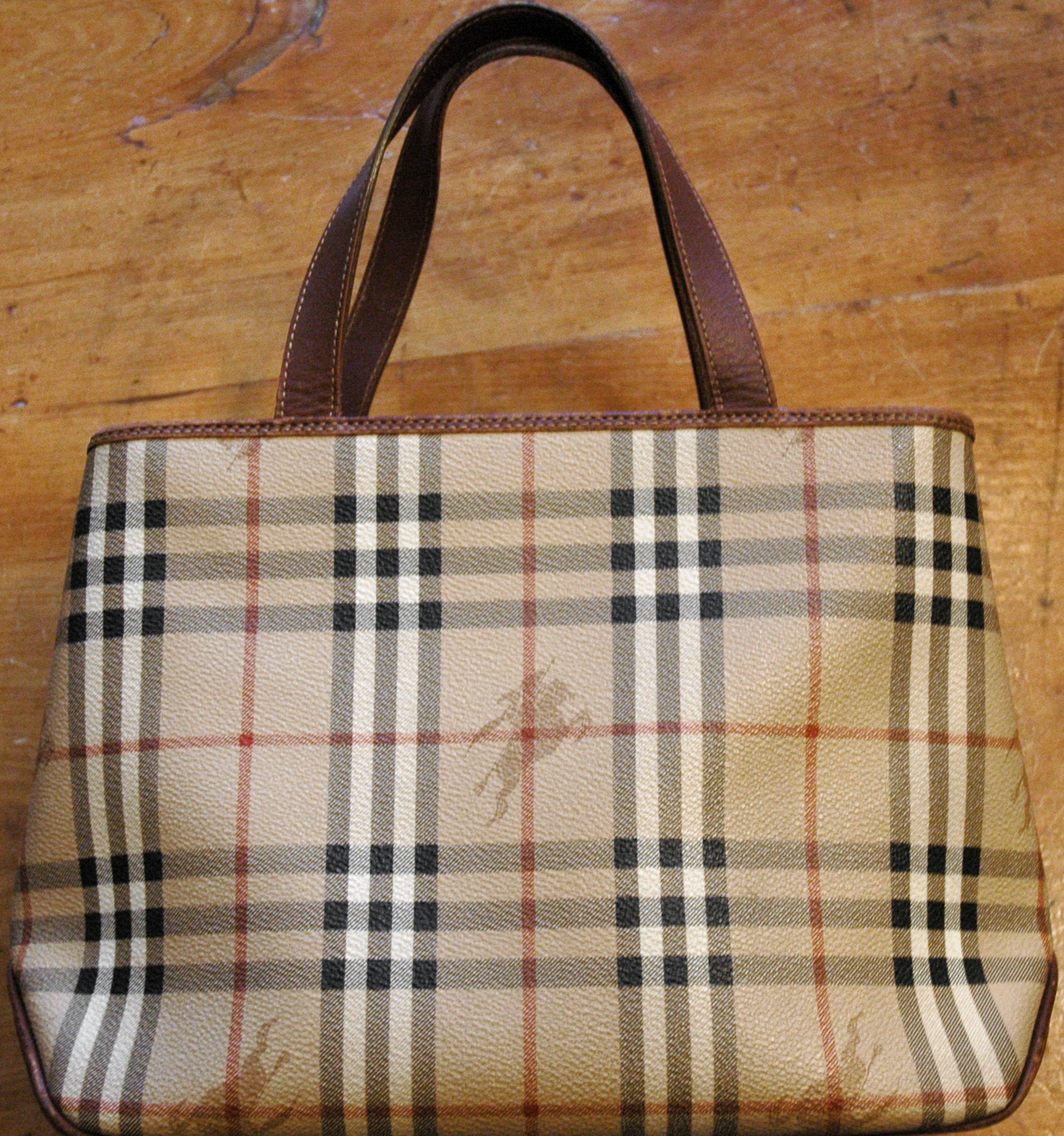
Túi xách
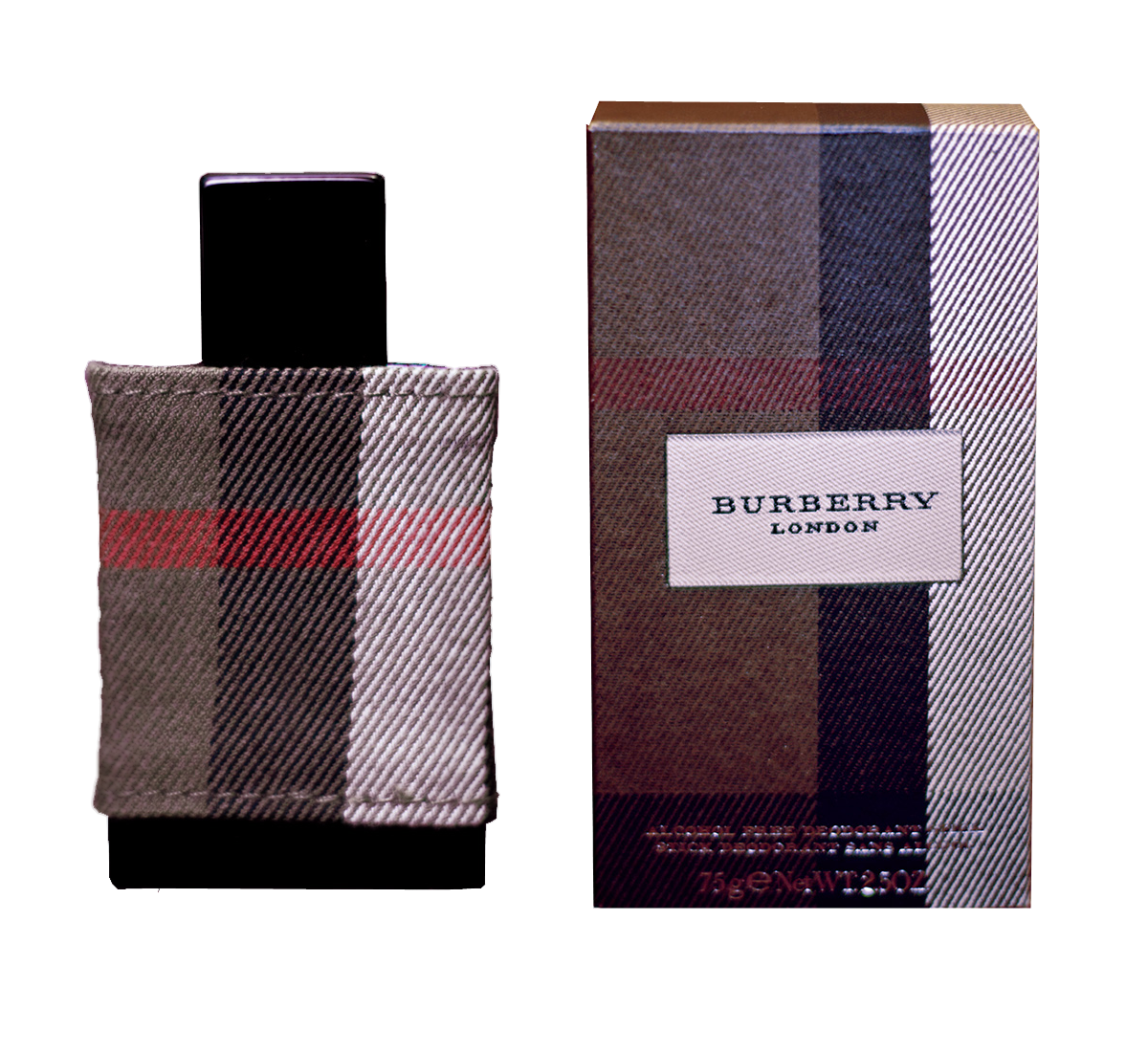
Nước hoa
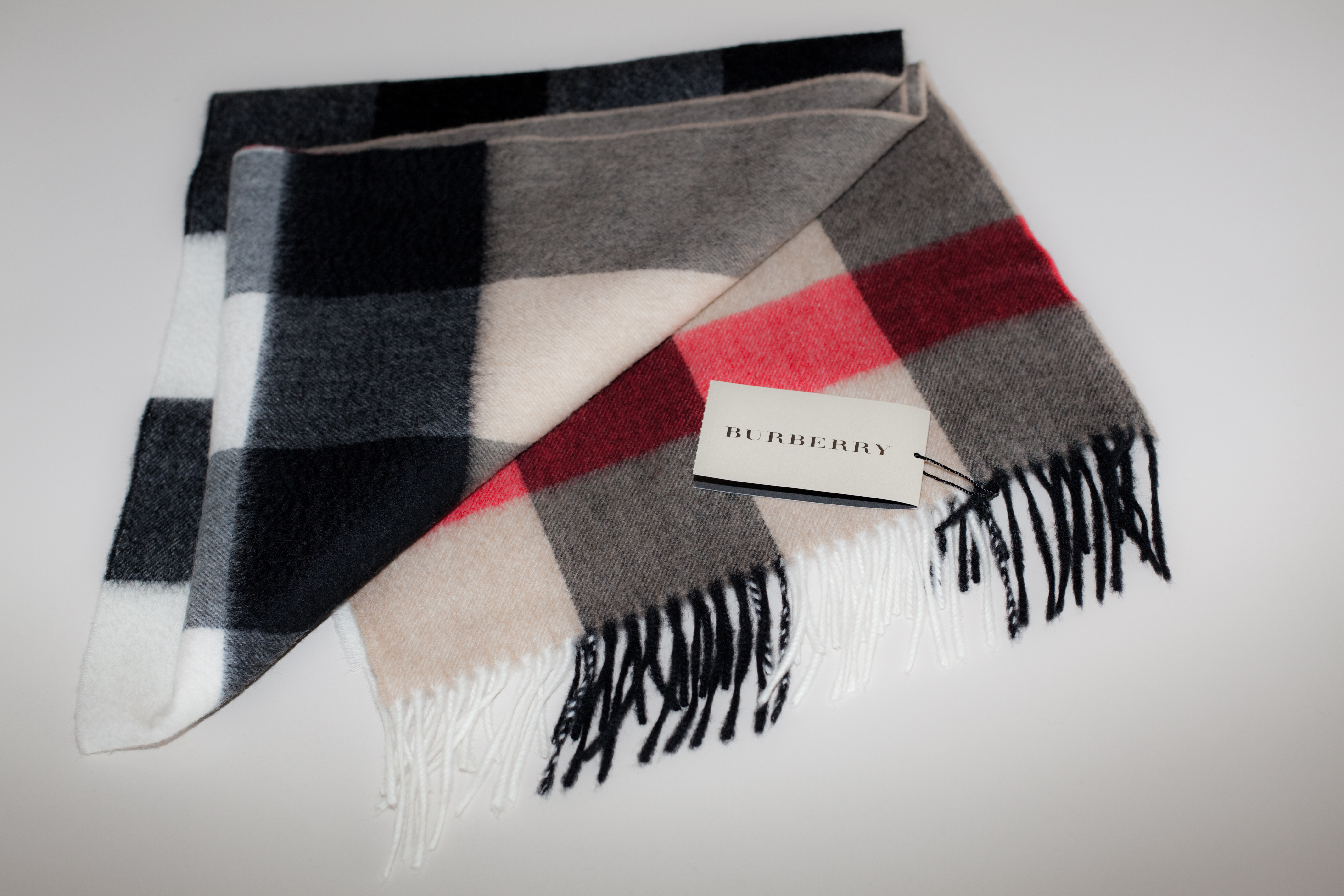
Khăn choàng Burberry
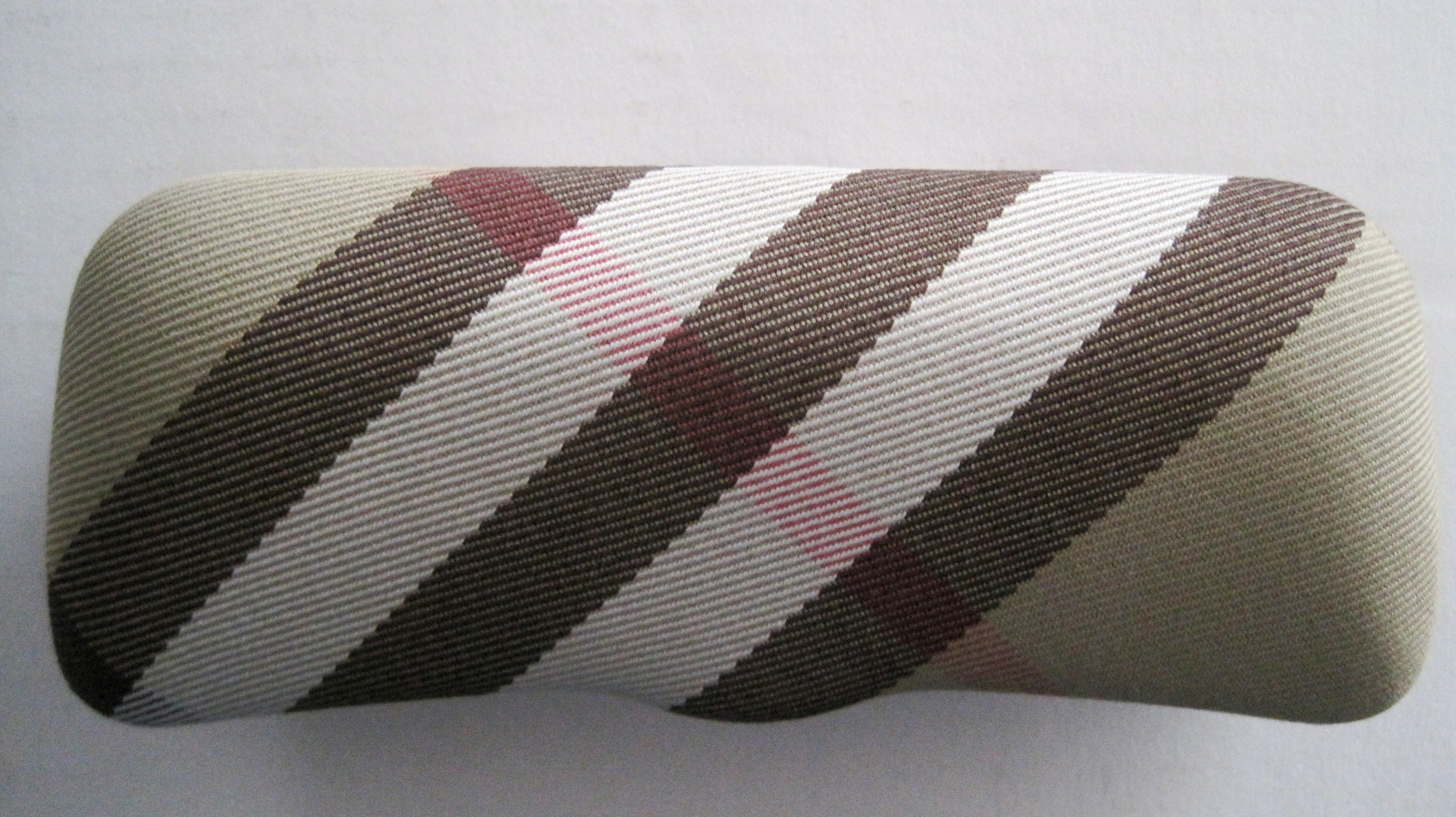
Kính mát
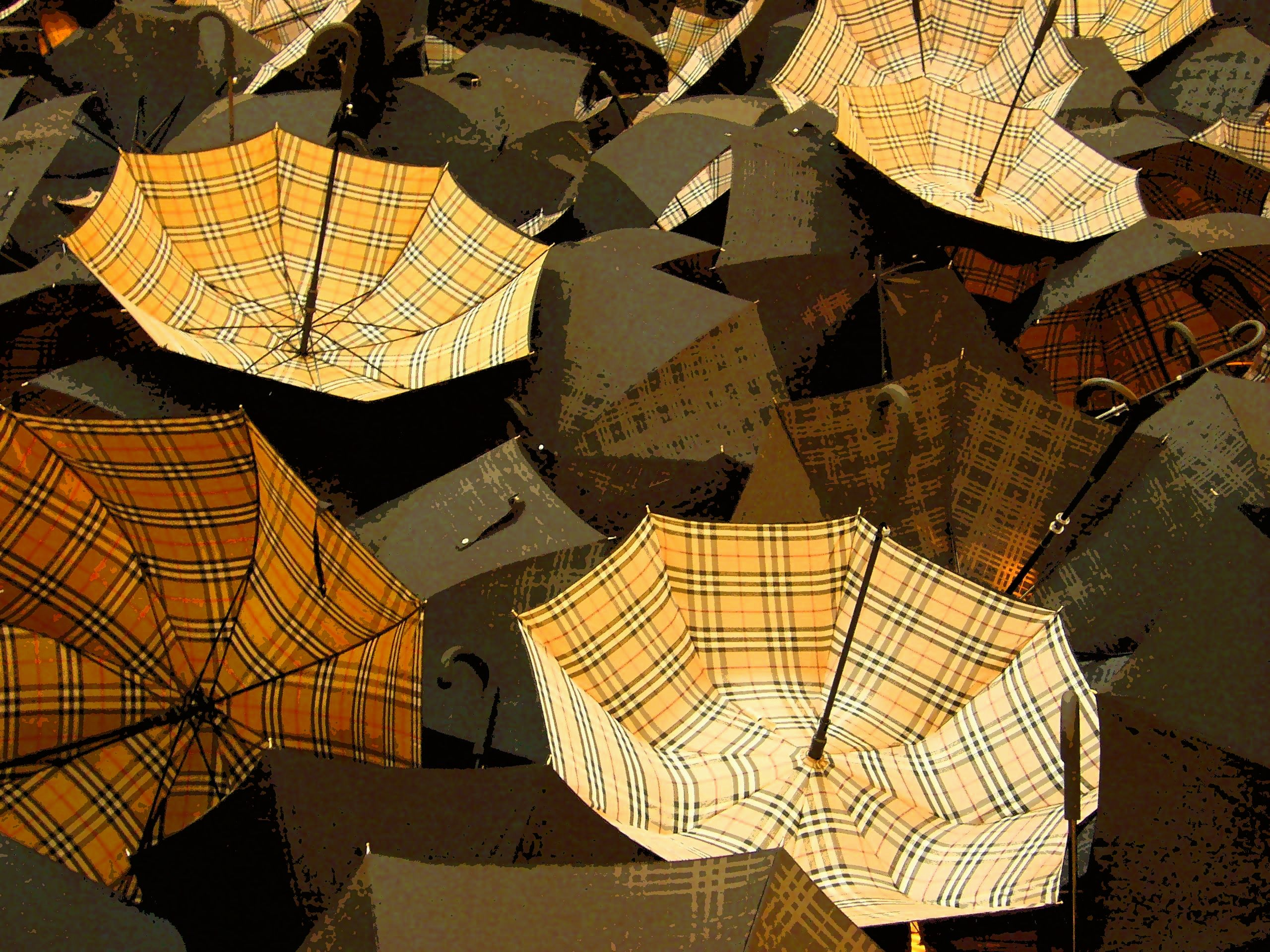
Chiếc ô